# Castlewellan
Castlewellan is een plaats in het Noord-Ierse graafschap County Down. De plaats telt 2.392 inwoners.

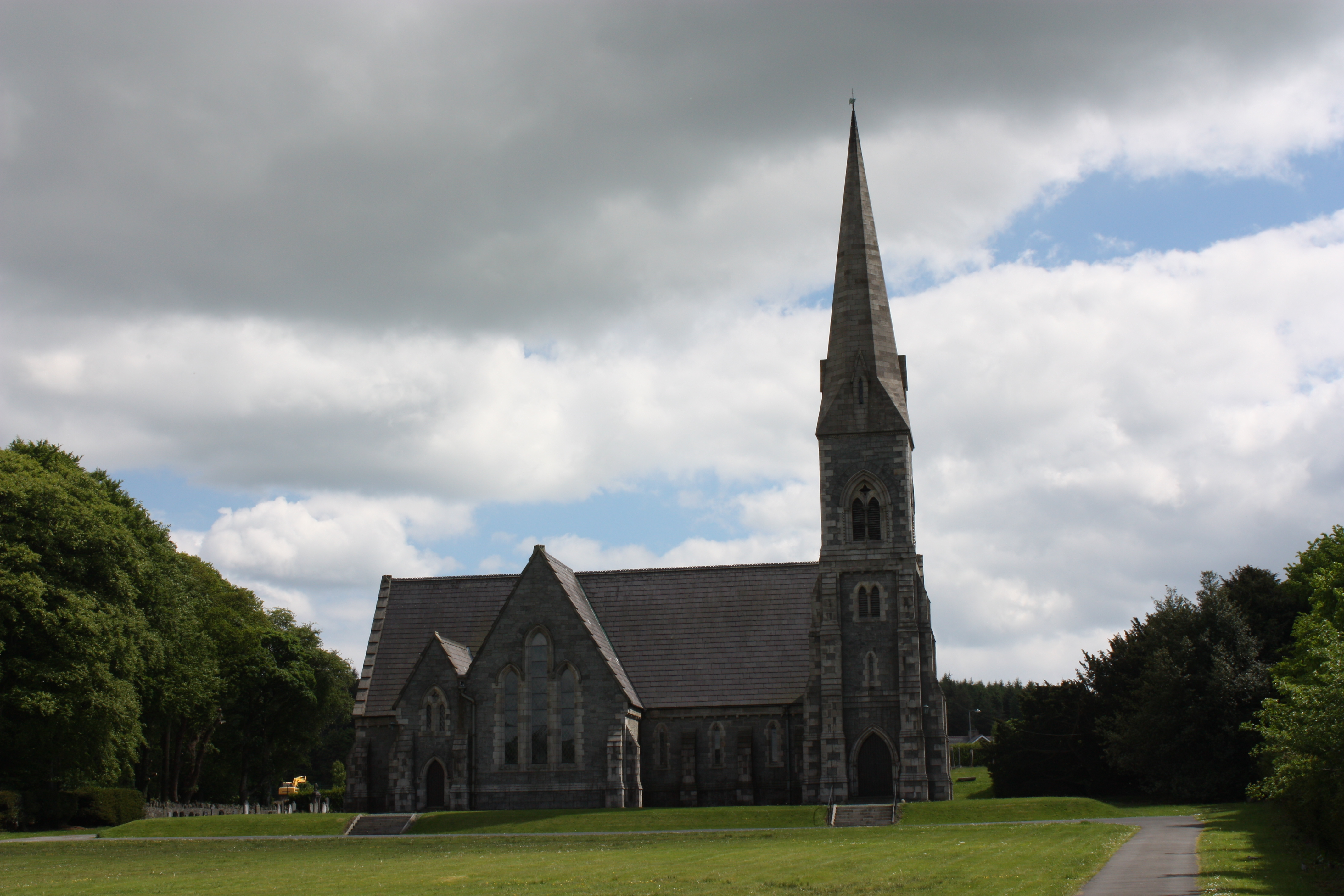
St Pauls Church

Ballyhalbert · Ballywalter · Banbridge · Bryansford · Carryduff · Castlewellan · Comber · Crawfordsburn · Donaghadee · Downpatrick · Dromara · Dundonald · Gilnahirk · Gransha · Greyabbey · Holywood · Helen's Bay · Kilkeel · Lisburn · Newry (oost) · Newtownards · Seahill · Warrenpoint